# Les Chaussures magiques
Pour plus de détails, voir Fiche technique et Distribution.
Les Chaussures magiques (Golden Shoes) est un téléfilm indépendant américain réalisé par Lance Koza, sorti en 2015. Il a pour principaux interprètes Christian Koza, Eric Roberts, Vivica A. Fox et John Wesley Shipp.
Étant un film indépendant, il obtient une première diffusion française le 31 octobre 2019 sous forme de téléfilm sur M6.

## Synopsis
Christian, un garçon passionné de football, se voit offrir des chaussures magiques. Ses capacités dans ce sport s’en voient alors décuplées.

## Distribution
- Christian Koza (VF : Enzo Ratsito) : Christian Larou
- Eric Roberts (VF : Hervé Jolly) : Frank
- Vivica A. Fox (VF : Pascale Vital) : Mary
- John Wesley Shipp (VF : Philippe Catoire) : le président des États-Unis
- David DeLuise (VF : Olivier Cordina) : l'entraîneur Dominic
- Mary Wilson (VF : Isabelle Leprince) : Mrs. Donna King
- John Rhys-Davies (VF : Vincent Grass) : Burt
- Dina Meyer (VF : Laura Blanc) : Kathleen Larou
- Aedin Mincks (VF : Tom Trouffier) : Julian

 Source et légende : version française (VF) sur RS Doublage